# Talamello
Talamello là một đô thị ở tỉnh Pesaro và Urbino trong vùng Marche, nằm cách 100 km về phía tây bắc của Ancona và khoảng 50 km về phía tây của Pesaro. Tại thời điểm ngày 31 tháng 12 năm 2004, đô thị này có dân số 1.139 và diện tích là 10,5 km².
Talamello giáp các đô thị sau: Maiolo, Mercato Saraceno, Novafeltria, Sogliano al Rubicone.